# ساچی هامانو
ساچی هامانو (انگلیسی: Sachi Hamano؛ زادهٔ ۱۹ مارس ۱۹۴۸) کارگردان فیلم اهل ژاپن است.